# Operação Greenhouse

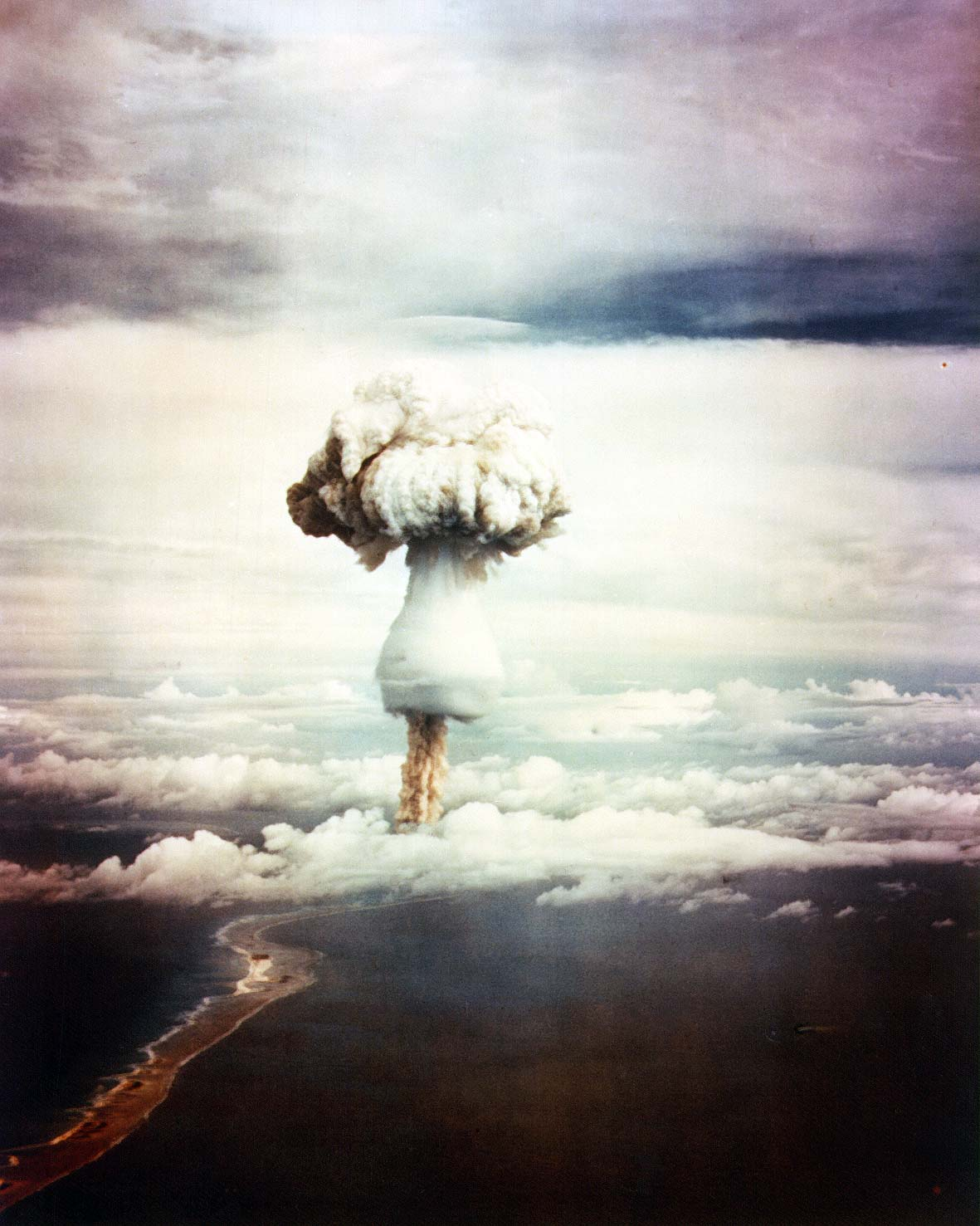

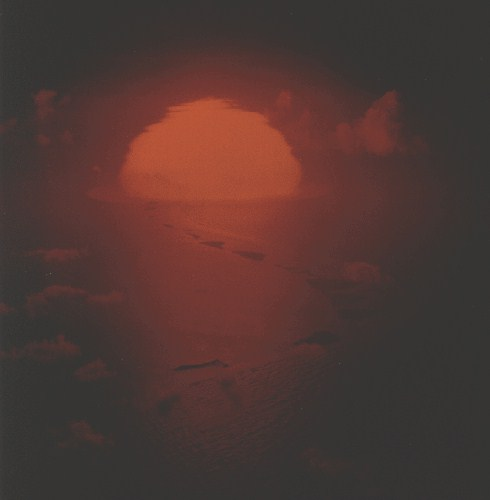

Operação Greenhouse foi a quinta série de testes nucleares conduzida pelos Estados Unidos da América, realizada em 1951, todos os testes usaram fissão impulsionada, com a intenção de ver se a fusão realmente aumentaria o rendimento das armas e se o hidrogênio faria fusão, além de testar a novas armas menores.
Um número de edifícios alvo, incluindo bancas, casas e fábricas foram construídas em Ilhota Mujinkarikku para testar os efeitos de armas nucleares.
| Nome   | Data                | Localisação            | Rendimento     | Nota                                      |
| ------ | ------------------- | ---------------------- | -------------- | ----------------------------------------- |
| Dog    | 8 de abril de 1951  | Pacific Proving Ground | 70 quilotons   |                                           |
| Easy   | 21 de abril de 1951 | Pacific Proving Ground | 47 quilotons   |                                           |
| George | 9 de maio de 1951   | Pacific Proving Ground | 225 quilotons  | Primeiro experimento termonuclear.        |
| Item   | 25 de maio de 1951  | Pacific Proving Ground | 45.5 quilotons | Primeira bomba bomba com tritio "reforço" |